# Nivelon Ier de Pierrefonds
Ne doit pas être confondu avec Nivelon de Quierzy.
Nivelon de Pierrefonds (né Nivelon de Quierzy ou de Chérisy), qui ne doit pas être confondu avec Nivelon de Quierzy, fut le premier seigneur de Pierrefonds, comme l'atteste une charte de 1047.
Il fit édifier entre 1060 et 1070 l'église Saint-Supplice, dont la crypte abrite sa sépulture. 
Par la suite, il installe à Pierrefonds un collège de chanoines placé sous la tutelle de son frère Thibaut qui deviendra plus tard évêque de Soissons.

## Famille
Issu de la famille de Quierzy, Nivelon est à l'origine de la famille de Pierrefonds. 
Il est un des fils de Nicolas II de Quierzy. Il eut pour frères :
- Thibaut de Quierzy dit Thibaut II de Pierrefonds, fut évêque de Soissons de 1072 à 1080[6] ;
- Gérard Ier de Quierzy, dit le Borgne, fut seigneur de Quierzy. Il est le père de Gérard II de Quierzy, dit le vieux, lui-même père de l'évêque de Soissons Nivelon de Quierzy ;
- Richard de Quierzy, dit Richard de Béthisy, fut Châtelain de Béthisy[7].

Il épouse à Clermont en 1054 Aremberge de Milly (fille de Segalon II de Milly Seigneur de Milly et d'Aremberge de Franconie),. Ils eurent pour descendance :
- Marie, qui fut l'épouse de Renaud Ier de Coucy, seigneur de Coucy et de Soissons ;
- Nivelon II de Pierrefonds, qui prit en succession la seigneurie de Pierrefonds, lui-même père d'Anscoul de Pierrefonds (évêque de Soissons) ;
- Ermentrude, qui fut l'épouse d'Étienne de Meaux ;
- Hugues Ier de Pierrefonds, évêque de Soissons[10] ;
- Jean de Pierrefonds, vicomte de Chelles ;
- Pierre de Pierrefonds, vicomte de Vic-sur-Aisne[11].

## Héraldique
|  | Les armes de la famille de Pierrefonds se blasonnent ainsi : d'azur au château du lieu d'argent, accompagné de quatre fleurs de lys d'or, ordonnées deux en chef et deux aux flancs. |